# غليان
الغليان هو نمط من التبخير (تغير طور المادة من الحالة السائلة إلى الحالة الغازية)، وهو (أي الغليان) التحول السريع لسائل ما إلى بخار عندما تصل درجة حرارته إلى نقطة غليانه، وهي درجة الحرارة التي يصبح عندها ضغط البخار للسائل مساوياً للضغط الخارجي المطبق على سطح هذا السائل.
من هذا المنطلق فإنه يمكن لسائل ما أن يغلي عند درجة حرارة أصغر من درجة حرارة غليانه الاعتيادية، ويحصل هذا عندما يكون الضغط المطبق على هذا السائل أقل من الضغط الاعتيادي، مثلا عند استخدام مضخة تفريغ أو عند وجود هذا السائل في المناطق المرتفعة عن سطح الأرض. والعكس بالعكس، أي أنه يمكن للغليان ألا يحدث إلا عند درجة حرارة أكبر من درجة حرارة الغليان الاعتيادية، ويحصل هذا عندما يكون الضغط المطبق أكبر من الضغط الاعتيادي.
درجة الحرارة الاعتيادية لغليان الماء مثلا هي 100 درجة مئوية عندما يكون الضغط المطبق عليه مساويا للضغط الجوي الاعتيادي الذي يعادل 101.325 كيلو باسكال.